# Goleba jocquei
Goleba jocquei är en spindelart som beskrevs av Szüts 200. Goleba jocquei ingår i släktet Goleba och familjen hoppspindlar. Inga underarter finns listade i Catalogue of Life.